# Natalia Giraldo
Natalia Giraldo Alzáte (* 19. Mai 2003 in Manizales) ist eine kolumbianische Fußballtorhüterin.

## Karriere

### Vereine
Derzeit spielt sie für América de Cali.

### Nationalmannschaft
Ihr erstes bekanntes Spiel für die kolumbianische A-Nationalmannschaft hatte sie am 9. November 2019 bei einer 0:1-Freundschaftsspielniederlage gegen Argentinien. Nach einem weiteren Einsatz kurz danach, ging es für sie im nächsten Jahr erst einmal bei der U20 weiter. Mit dieser nahm sie dann an der Südamerikameisterschaft 2020 teil. Nach einem Kurzeinsatz für die A-Mannschaft im Jahr 2021, folgten dann weitere Einsätze bei der Südamerikameisterschaft 2022.
Wenige Monate danach gehörte sie dann auch mit zum Kader bei der Copa América 2022. Weiter ging es nach diesem Turnier, für sie zudem noch einmal im August des Jahres zur U-20-Weltmeisterschaft. Danach folgte im Jahr 2023 dann auch die Nominierung für den Kader bei der Weltmeisterschaft 2023. Dort erreichte sie mit ihrem Team das Viertelfinale, wo sie dann auch gegen England zur 68. Minute für Catalina Pérez Jaramillo eingewechselt wurde. Am Ende endete die Partie mit 1:2 und ihre Mannschaft schied so aus dem Turnier aus.